# Spuren in den Tod
Spuren in den Tod (Originaltitel: Brother’s Keeper) ist ein US-amerikanisch-kanadischer Thriller aus dem Jahr 2002. Regie führte John Badham, das Drehbuch schrieben Steven Baigelman und Glenn Gers.

## Handlung
Lucinda Pond und ihr Bruder Ellis wurden in ihrer Kindheit vom Vater misshandelt. Lucinda wird Polizistin, kündigt aber den Job, nachdem sie während eines Einsatzes versehentlich den Tod eines Mannes verursacht hatte. Sie wird depressiv und hat ein Alkoholproblem, was ihre Ehe belastet.
Ellis, der straffällig geworden war, flieht aus dem Gefängnis und tötet Menschen, um dadurch Lucinda eine Nachricht zu übermitteln. Lucindas Chef, mit dem sie eine kurze Affäre hatte, überredet sie, in den aktiven Dienst zurückzukehren, um den Fall zu lösen. Dabei muss sie aber mit einem FBI-Agenten zusammenarbeiten, den sie spöttisch als „Junior“ anspricht.
Während des Showdowns in einem Wald wird Pond durch eine Falle am Bein verletzt. Der Gesuchte verletzt in einem Zweikampf Junior, bevor er selbst von der Polizistin gestellt wird. Pond versucht, ihren Bruder lebend festzunehmen und der Psychiatrie zu übergeben, er wird jedoch von einer Scharfschützin erschossen. Am Ende versöhnt sich Pond mit ihrem Ehemann.

## Hintergrund
Der Film wurde in Burnaby (British Columbia) gedreht. Er wurde in den USA im Januar 2002 und in Deutschland im März 2004 veröffentlicht.

## Kritiken
Jamie Gillies bezeichnete im Apollo Movie Guide den „leblosen“ Thriller als „Müll“. Es sei traurig, dass John Badham Regie geführt habe. Die Handlung sei „Standardware“, die Nebendarsteller würden wie in einer Fernsehshow über Polizisten agieren. Erwähnenswert sei die Darstellung von Corin Nemec als brutaler Psychopath, der aufgrund der Kindheit Sympathie des Publikums gewinne. Tripplehorn wirke unrealistisch und nicht überzeugend – sie gewinne jedoch Pluspunkte damit, dass sie nicht versuche, Jodie Fosters Darstellung nachzuahmen, was Julianne Moore in Hannibal getan habe.
Die Zeitschrift TV Spielfilm schrieb, der Film „Der Thriller hat packende Momente, nervt dazwischen aber mit Phrasengewäsch […] und öden Traumsequenzen.“ Das Fazit lautet: »Gute Gruselideen, schludrig umgesetzt«.
Die Zeitschrift TVdirekt schrieb, der Film biete „übliche Cop-Klischees“.

## Auszeichnungen
Der Film wurde im Jahr 2003 für den Saturn Award nominiert.